# Judo-Juniorenweltmeisterschaften 2010
Die Judo-Juniorenweltmeisterschaften 2010 wurden vom 21. bis 24. Oktober 2010 in der „Al Inbiâat“-Sporthalle in Agadir, Marokko, abgehalten. Es nahmen 597 Judoka aus 78 Nationen teil.

## Ergebnisse

### Frauen
| Gewichtsklasse     | Gold             | Silber           | Bronze                 |
| ------------------ | ---------------- | ---------------- | ---------------------- |
| - 44 kg            | Sakiho Hamada    | Agueda Silva     | Angelina Bombara       |
| - 44 kg            | Sakiho Hamada    | Agueda Silva     | Ebru Şahin             |
| - 48 kg            | Miri Toda        | Momo Tamaoki     | Nathalia Brigida       |
| - 48 kg            | Miri Toda        | Momo Tamaoki     | Scarlett Gabrielli     |
| - 52 kg            | Anzu Yamamoto    | Eleudis Valentim | Priscilla Gneto        |
| - 52 kg            | Anzu Yamamoto    | Eleudis Valentim | Tugba Zehir            |
| - 57 kg            | Helene Receveaux | Rachelle Plas    | Iwelina Iliewa         |
| - 57 kg            | Helene Receveaux | Rachelle Plas    | Terumi Otsuji          |
| - 63 kg            | Miku Tashiro     | Vlora Beđeti     | Kathrin Unterwurzacher |
| - 63 kg            | Miku Tashiro     | Vlora Beđeti     | Jialing Zheng          |
| - 70 kg            | Kim Polling      | Natsumi Baba     | Seong-Yeon Kim         |
| - 70 kg            | Kim Polling      | Natsumi Baba     | Yuri Matsunobu         |
| - 78 kg            | Mayra Aguiar     | Anamari Velenšek | Misaki Shimoda         |
| - 78 kg            | Mayra Aguiar     | Anamari Velenšek | Ivana Maranić          |
| + 78 kg            | Manami Inoue     | Yan Hao          | Yasuna Yamamoto        |
| + 78 kg            | Manami Inoue     | Yan Hao          | Sonia Asselah          |
| Quelle: Judoinside |                  |                  |                        |

### Männer
| Gewichtsklasse     | Gold                    | Silber              | Bronze               |
| ------------------ | ----------------------- | ------------------- | -------------------- |
| - 55 kg            | Yeldos Smetov           | Seiken Fujisawa     | Fabio Basile         |
| - 55 kg            | Yeldos Smetov           | Seiken Fujisawa     | Zaur Kalashaov       |
| - 60 kg            | Toru Shishime           | Ilyas Izmagilov     | Kyosuke Nishio       |
| - 60 kg            | Toru Shishime           | Ilyas Izmagilov     | Yakub Shamilov       |
| - 66 kg            | Kento Shimizu           | Nauryzbek Mailashev | Rifat Rakhmatullaev  |
| - 66 kg            | Kento Shimizu           | Nauryzbek Mailashev | Yuuki Hashiguchi     |
| - 73 kg            | Alexander Wieczerzak    | Hannes Conrad       | Zebeda Rekhviashvili |
| - 73 kg            | Alexander Wieczerzak    | Hannes Conrad       | Aslan Lappinagow     |
| - 81 kg            | Avtandili Tchrikishvili | Yuichi Kitano       | Krisztián Tóth       |
| - 81 kg            | Avtandili Tchrikishvili | Yuichi Kitano       | Jun Toyoda           |
| - 90 kg            | Magomed Magomedov       | Min-Ho Hwang        | Shahin Gahramanov    |
| - 90 kg            | Magomed Magomedov       | Min-Ho Hwang        | Gábor Vér            |
| - 100 kg           | Ryunosuke Haga          | Young-Hun Kim       | Viktor Demyanenko    |
| - 100 kg           | Ryunosuke Haga          | Young-Hun Kim       | Feyyaz Yazici        |
| + 100 kg           | Takeshi Ojitani         | Hao Wang            | Roy Meyer            |
| + 100 kg           | Takeshi Ojitani         | Hao Wang            | Guham Cho            |
| Quelle: Judoinside |                         |                     |                      |